# 多羅菲伊夫卡 (皮德沃洛奇西克區)
49°33′32″N 26°12′22″E / 49.55889°N 26.20611°E
多羅菲伊夫卡（烏克蘭語：Дорофіївка）是位於烏克蘭西部特諾皮爾州裏特諾皮爾區的村莊，始建於1571年，面積1.13平方公里，2001年人口480。